# Esmoriz
Esmoriz este un oraș în Ovar, Portugalia. Are 9.17 km².